# American Institute of Electrical Engineers

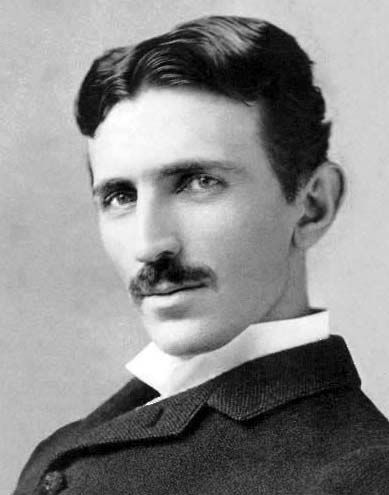
Nikola Tesla (1890), uno dei fondatori dell'AIEE

La American Institute of Electrical Engineers (acronimo AIEE), è stata un'organizzazione statunitense di ingegneri elettrici fondata nella primavera del 1884 a New York con lo scopo di promuovere le tecnologie e le scienze connesse con la produzione e l'utilizzazione dell'energia elettrica.

## Storia
Il primo convegno tecnico si svolse nell'ottobre dello stesso anno (1884) a Filadelfia nello stato di Pennsylvania.
Nel 1963, insieme con l'IRE (Institute of Radio Engineers), ha dato vita all'attuale IEEE (Institute of Electrical and Electronics Engineers) il cui scopo principale è quello di cercare nuove applicazioni e teorie nella scienza.

## Personalità legate
Tra i fondatori dell'AIEE compaiono importanti personaggi nella storia dell'ingegneria elettrica, quali Nikola Tesla e Thomas Alva Edison. Primo presidente dell'Istituto fu Norvin Green, presidente della Western Union Telegraph Company.